# Caronte & Tourist
La Caronte & Tourist S.p.A. es una empresa privada de navegación resultante de la fusión de dos empresas históricas de transporte marítimo, la calabrese Caronte S.p.A. y la Siciliana Tourist Ferry Boat S.p.A. Faena principalmente con conexiones marítimas en el Estrecho de Messina; entre Villa San Giovanni y Messina por medio deferries bidireccionales.

## Historia
La empresa nació el 19 de junio de 1965, día en que el navío Marino de Scilla, perteneciente a la empresa Caronte, efectuó la primera travessia del Estrecho de Messina con uno viaje Messina-Reggio Calabria. Desde 1968 con la Tourist Ferry Boat, Messina esta conectada a Villa San Giovanni, ove hoy tiene un monopolio sustancial. Desde 2001, la empresa conecta Messina con Salerno. En 2003, las dos empresas se fusionaron en la Caronte & Tourist SpA.

## Grupo
- Caronte & Tourist S.p.A.
- Cartour S.r.l.
- Caronte & Tourist Isole minori S.p.A.: Società Navigazione Siciliana S.p.A.[3] (50%), N.G.I. (Navigazione generale italiana) (100%), Maddalena Lines S.r.l. (viajes La Maddalena-Palau, Sardenha) (100%), Traghetti delle Isole (50,9%)
- BluNavy S.p.A. (viajes Isla de Elba, Toscana) (25%)[4]

## Propiedad
- Caronte S.r.l. (35%)
- Tourist Ferry Boat S.p.A. (35%)
- Basalt Infrastructure Partners (30%)